# 북부군집단 (NATO)
북부군집단(Northern Army Group (NORTHAG))은 북대서양 조약 기구(NATO) 군사 조직 에서 전투지휘본부 중의 하나로서 냉전 동안 서유럽 연합국가의 군사 전력을 중심으로 운용하였던 중앙유럽 연합군의 군집단이다. 군집단이었지만, 다수의 야전군이 아닌, 4개 군단을 거느렸다.
이 부대의 인식물의 특징은 중세 초기의 프랑크족의 투척 도끼인 프랑키스카를 상징물로 채용하여 짙은 파랑 배경색에 표식으로 그려넣었다.

## 역사
1952년 11월 1일에 군집단 본부가 바트외인하우젠에서 설립되었다. 2년 뒤의 1954년에 묀헨글라트바흐에 있는 라인달렌 합동본부(JHQ 라인달렌)으로 이사하였는데, 당시의 그 곳에는 제2연합전술공군(2 ATAF), 주라인 영국 육군(BAOR), 주독 영국 왕립공군(RAFG)의 본부도 있었다.
1993년 6월 24일에 공식적으로 부대 해산의식을 마치고 북부군집단과 제2연합전술공군의 본부가 해체되었다. 마지막 총사령관이었던 영국 육군 대장 찰스 거스리 경은 마지막 주라인 영국 육군 사령관으로서 1994년 5월까지 근무하였고, 마지막 참모장이었던 독일 연방방위군 육군 소장 헬무트 윌만은 유럽 군단 군단장으로 이임하였다.

## 부대
북부군집단 총사령관의 직위는 주라인 영국 육군의 총사령관이 겸임하였다. 참모장은 독일, 벨기에, 네덜란드의 소장이 임명되었다.
- 네덜란드 제1(I)군단
  - 네덜란드 제1사단 "12월 7일"
  - 독일 연방 제3기갑사단; 1985년 7월
  - 네덜란드 제4사단
  - 네덜란드 제5사단
  - 네덜란드 제101보병여단
- 독일 제1(I)군단 (이하 모두 독일부대)
  - 제1기갑사단
  - 제7기갑사단
  - 제11기갑척탄병사단
  - 제27공수여단(독일어판)
- 영국 제1(I)군단 (모두 영국부대)
  - 제1기갑사단
  - 제2보병사단
  - 제3기갑사단
  - 제4보병사단
- 벨기에 제1(I)군단
  - 제1보병사단
  - 제16기갑사단

- 군집단 통신대
  - 제13벨기에 텔레커뮤중대 (13 Cie T Tr)
  - 왕립 통신대 제28통신연대
  - 제840독일 텔레커뮤대대
  - 네덜란드 텔레커뮤중대
  - 북부군집단 텔레커뮤중대 (무선 항공지원 Squadron)

각각의 조직은 평시에는 각 국가에 지휘권이 있으나, 소련의 공격이 있을 경우에만 군단의 작전통제권이 자동적으로 북부군집단으로 넘겨졌다. 항공지원은 2 ATAF에서 제공하였다.
북부군집단 수송중대는 본부소대와 4개의 영국 A소대, 네덜란드 B소대, 벨기에 C소대, 독일 D소대로 구성되었다.
프랑스 육군 제3(III)군단과 제2기갑사단, 제10기갑사단, 제8보병사단은 북부군집단에 속하지 않았다. 1970년대 말부터 가까이 협력하기 시작하였다.
1970년 말에 미국 육군의 제2기갑사단 3여단이 다름스타드에 전방 배치되었다. 서독 남부에 있던 제3(III)군단이 예비군으로 지정되었다. 제2기갑사단 잔여부대, 제1기병사단, 제5보병사단 (기계화), 제212야전포병여단, 제3기갑기병연대는 REFORGER 작전에 참가하여 적성국의 침공 뒤에 유럽에 배치된 다음, 네덜란드, 벨기에, 독일 노르트라인베스트팔렌주에 있는 POMCUS 창에서 장비를 빼내게 된다. 이들의 증원은 대서양을 넘을 항공 교두보가 열려있고 POMCUS 창이 소련의 초기 진격 시기에 빼앗기지 않는 것에 달렸다.

## 같이 보기
- 중부군집단